# Selište (gmina Trstenik)
Selište (cyr. Селиште) – wieś w Serbii, w okręgu rasińskim, w gminie Trstenik. W 2011 roku liczyła 857 mieszkańców.